# Damernas spelartrupper i landhockey vid olympiska sommarspelen 2008
Damernas spelartrupper i landhockey vid olympiska sommarspelen 2008 bestod av tolv nationer.

## Grupp A

### Australien
Coach: Frank Murray
| 1. Casey Eastham 2. Megan Rivers 3. Kim Walker 4. Kate Hollywood 5. Emily Halliday 6. Madonna Blyth 7. Nicole Arrold 8. Kobie McGurk | 1. Fiona Johnson 2. Rachel Imison ([GK) 3. Angie Skirving 4. Melanie Twitt (c) 5. Hope Munro 6. Teneal Attard 7. Sarah Taylor 8. Nikki Hudson (c) |

Reserver:
1. Toni Cronk (GK)
2. Shelly Liddelow

### Kina
Coach: Kim Chang-Back
| 1. Ma Yibo (c) 2. Chen Zhaoxia 3. Cheng Hui 4. Huang Junxia 5. Fu Baorong 6. Li Shuang 7. Gao Lihua 8. Tang Chunling | 1. Zhou Wanfeng 2. Zhang Yimeng (GK) 3. Li Hongxia 4. Ren Ye 5. Chen Qiuqi 6. Zhao Yudiao 7. Song Qungling 8. Pan Fengzhen (GK) |

Reservef:
1. Sun Zhen
2. Li Aili

### Nederländerna
Coach: Marc Lammers
| 1. Lisanne de Roever (GK) 2. Eefke Mulder 3. Fatima Moreira de Melo 4. Miek van Geenhuizen 5. Wieke Dijkstra 6. Maartje Goderie 7. Lidewij Welten 8. Minke Smabers | 1. Minke Booij (c) 2. Janneke Schopman 3. Maartje Paumen 4. Naomi van As 5. Ellen Hoog 6. Sophie Polkamp 7. Eva de Goede 8. Marilyn Agliotti |

Reserver:
1. Kelly Jonker
2. Floortje Engels (GK)

### Sydafrika
Coach: Jennifer King
| 1. Mariette Rix (GK) 2. Vuyisanani Mangisa (GK) 3. Kate Hector 4. Taryn Hosking 5. Cindy Brown 6. Marsha Marescia (c) 7. Shelley Russell 8. Lisa-Marie Deetlefs | 1. Jenny Wilson 2. Lesle-Ann George 3. Vida Ryan 4. Vidette Ryan 5. Lenise Marais 6. Kathleen Taylor 7. Fiona Butler 8. Tarryn Bright |

Reserver:
1. Henriette du Buisson
2. Farrah Fredericks

### Sydkorea
Coach: Han Jin-Soo
| 1. Moon Young-Hui (GK) 2. Cho Hye-Sook 3. Kim Young-Ran 4. Lee Seon-Ok (c) 5. Kim Jung-Hee 6. Park Mi-Hyun 7. Kim Jin-Kyoung 8. Kim Mi-Seon | 1. Kim Jong-Eun 2. Eum Mi-Young 3. Gim Sung-Hee 4. Seo Hye-Jin 5. Park Jeong-Sook 6. Kim Eun-Sil 7. Kim Da-Rae 8. Han Hye-Lyoung |

Reserve:
1. Lim Seon-Mee
2. Lee Soo-Jin (GK)

### Spanien
Coach: Pablo Usoz
| 1. María Jesús Rosa (GK) 2. Julia Menéndez 3. Rocío Ybarra 4. Bárbara Malda 5. Silvia Muñoz (c) 6. Silvia Bonastre 7. María Romagosa 8. Marta Ejarque | 1. Raquel Huertas 2. Pilar Sánchez 3. Núria Camón 4. María Lopéz (GK) 5. Montse Cruz 6. Esther Termens 7. Gloria Comerma 8. Georgina Olivia |

Reserver:
1. Paula Paula
2. Panadero Yurena

## Grupp B

### Argentina
Coach: Gabriel Minadeo
| 1. Belén Succi (GK) 2. Magdalena Aicega (c) 3. Rosario Luchetti 4. Alejandra Gulla 5. Luciana Aymar 6. Agustina García 7. Carla Rebecchi 8. Mariana González Oliva | 1. Mercedes Margalot 2. Maria de la Paz Hernandez 3. Mariana Rossi 4. Paola Vukojicic (GK) 5. Mariné Russo 6. Claudia Burkart 7. Giselle Kañevsky 8. Noel Barrionuevo |

Reserver:
1. Silvina D'Elia
2. Agustina Bouza

### Tyskland
Coach: Michael Behrmann
| 1. Tina Bachmann 2. Mandy Haase 3. Natascha Keller 4. Martina Heinlein 5. Eileen Hoffmann 6. Marion Rodewald (c) 7. Katharina Scholz 8. Fanny Rinne | 1. Anke Kühn 2. Janine Beermann 3. Maike Stöckel 4. Janne Müller-Wieland 5. Christina Schütze 6. Pia Eidmann 7. Julia Müller 8. Kristina Reynolds (GK) |

Reserver:
1. Yvonne Frank
2. Lina Geyer

### Storbritannien
Coach: Danny Kerry
| 1. Beth Storry (GK) 2. Lisa Wooding 3. Anne Panter 4. Crista Cullen 5. Melanie Clewlow 6. Charlotte Craddock 7. Helen Richardson 8. Joanne Ellis | 1. Lucilla Wright 2. Kate Walsh (c) 3. Chloe Rogers 4. Jennie Bimson 5. Rachel Walker 6. Alex Danson 7. Sarah Thomas 8. Jo Ellis |

Reserver:
1. Katy Roberts (GK)
2. Laura Barlett

### Japan
Coach: Yoo Seung-Jin
| 1. Ikuko Okamura (GK) 2. Keiko Miura 3. Mayumi Ono 4. Chie Kimura 5. Rika Komazawa 6. Miyuki Nakagawa 7. Sakae Morimoto 8. Kaori Chiba | 1. Yukari Yamamoto 2. Toshie Tsukui 3. Sachimi Iwao 4. Akemi Kato (c) 5. Tomomi Komori 6. Misaki Ozawa 7. Chinami Kozakura 8. Yuka Yoshikawa (GK) |

Reserver:
1. Hikari Suwa
2. Nichika Urata

### Nya Zeeland
Coach: Kevin Towns
| 1. Kayla Sharland 2. Emily Naylor 3. Krystal Forgesson 4. Kate Saunders 5. Jaimee Claxton 6. Lizzy Igasan (c) 7. Stacey Carr 8. Jo Galletly | 1. Kim Noakes 2. Beth Jurgeleit (GK) 3. Caryn Paewai 4. Niniwa Roberts 5. Gemma Flynn 6. Tara Drysdale 7. Sheree Horvath 8. Anita Wawatai (GK) |

Reserver:
1. Charlotte Harrison
2. Jasmine McQuinn

### USA
Coach: Lee Bodimeade
| 1. Angela Loy 2. Kelly Doton 3. Jesse Gey 4. Rachel Dawson 5. Tiffany Snow 6. Keli Smith 7. Dana Sensenig 8. Carrie Lingo | 1. Caroline Nichols 2. Kate Barber (c) 3. Katelyn Falgowski 4. Dina Rizzo 5. Amy Tran (GK) 6. Kayla Bashore 7. Lauren Crandall 8. Lauren Powley |

Reserver:
1. Sara Silvetti
2. Barbara Weinberg (GK)